# Сан-Хуанский метрополитен
Са́н-Хуа́нский метрополитен (исп. Tren Urbano, англ. Urban Train) — система метрополитена в столице Пуэрто-Рико, городе Сан-Хуан. Единственный метрополитен острова.

## История
В конце XIX века, когда остров находился под управлением Испании, началось строительство железных дорог. Дороги эксплуатировались и под управлением США на протяжении практически всей 1-й половины XX века и играли ключевую роль в перевозке людей и грузов по острову. Немалую роль железнодорожное сообщение сыграло и в развитии тростниковой промышленности.
С 1901 по 1946 годы в Сан-Хуане действовала трамвайная система, известная под названием "Троллей" Сан-Хуана, находившаяся в ведении Porto Rico Railway, Light and Power Company с более чем 20 миль (32 км) путей, которые пролегали от Сан-Хуана до Сантурсе. В период своего расцвета система была самой современной на острове и конкурировала с трамваями Нью-Йорка и Торонто, перевозя 10 миллионов пассажиров в год.
В 1950-е, во время промышленного бума и отчасти вследствие программы развития "Operation Bootstrap" сельскохозяйственная отрасль промышленности стала угасать. В течение этого десятилетия автомобили стали доступнее. Обновлённые дороги и автомагистрали с увеличенной пропускной способностью вкупе с близостью сахарных мельниц вытеснили железнодорожный транспорт. Однако, ненадолго, так как стала ясна необходимость в альтернативном виде общественного транспорта в дополнение к автобусной сети, чтобы улучшить непростую дорожную обстановку, особенно в центре города.

## Описание
В настоящее время метрополитен представляет собой одну линию. На линии имеется 16 станций, 10 из которых расположены над землёй, четыре на земле, и две под землёй. На линии работает 6 поездов, объединённых в пары.

### Станции
- «Минильяс» (Фаза 1A) Запланирована ←
- «Саградо-Корасон» (360 парковочных мест)
- «Ато-Рэй»
- «Рузвельт»
- «Доменек»
- «Пиньеро»
- «Университет»
- «Рио-Пьедрас»

Каждая из 16 станций оформлена в своём архитектурном стиле.
Депо размещено между станциями Мартинеса Надаля и Торримар.

## Перспективы развития
- → «Каролина» (Фаза 2) Запланирована
- «Купэй»
- «Медицинский центр» (University of Puerto Rico, Medical Sciences Campus)
- «Сан-Франциско» (535 парковочных мест)
- «Лас-Ломас»
- «Мартинес Надаль» (1200 парковочных мест)
- «Торримар» (Guaynabo)
- «Хардинес» (128 парковочных мест)
- «Спортивная» (Deportivo) (Juan Ramón Loubriel Stadium / Coliseo Rubén Rodríguez)
- «Байямон» (Bayamón) (400 парковочных мест)

## Галерея
- Станция «Торримар».
- Станция «Байямон».
- Трамвай перед ратушей в Пласа-де-Армас, старый Сан-Хуан (около 1902).
- Логотип ATI на поездах.
- Пассажиры высаживаются на станции «Рузвельта».
- Станция «Университет».